# .uz
.uzは国別コードトップレベルドメイン（ccTLD）の一つで、ウズベキスタンに割り当てられている。
登録はかつてEuracomによって行われていたが、後にUZINFOCOMで行われるようになった。原則として第二レベルに直接登録されるが、昔からの商業サイトでco.uzやcom.uzの下に登録されているものや、org.uzの下のサイトもある。